# Андрій Юрійович Заславський
Андрі́й Ю́рійович Засла́вський (д/н — 1535/1536) — русинський (український) магнат часів Великого князівства Литовського.

## Життєпис
Походив з князівського роду Заславських гербу Баклай. Син князя Юрія Заславського та Софії Варвари (за іншими відомостями Ганни) невідомого походження. Замолоду виявився несповна розуму, тому спочатку перебував під опікою батька, а з 1500 року мешкав у молодшого брата Івана, який встановив опіку над Андрієм. Втім, він не втратив правоздатність.
Після смерті у 1516 році брата Івана, опіку над князем Андрієм взяв князь Костянтин Іванович Острозький, його стриєчний брат. Водночас успадкував від свого брата села Жуків, Дятелів, Став, Меречовка, Бачманово, а також половину мита, що збирали в Острозі, Луцьку та Заславлі.
У 1520 році Андрій Юрійович усиновив сина Костянтина Івановича — Іллю — і водночас лишився під його опікою. 1534 року князь Андрій Заславський, потрапивши у великі борги, для сплати позичив у князя Іллі Костянтиновича Острозького 2000 кіп грошей литовських І 1000 золотих червінців угорських. У цій сумі закладено було князю Іллі дві частини батьківських і материнських маєтків князя Заславського. Тоді ж склав заповіт, відповідно до якого 1/3 його статків з Луцького та Острозького мита належала після смерті Іллі Острозькому. Помер у 1535 або 1536 році. Слідом за цим почалася судова тяганина між Острозькими і Заславськими за спадок князя Андрія, яка завершилася 1539 року на користь Заславських.